# Urugwajskie Siły Powietrzne

Symbol FAU

Siły Powietrzne Urugwaju (Fuerza Aérea Uruguaya) - jedna z części Urugwajskich Sił Zbrojnych.

## Historia
Założone zostały 17 marca 1913 i funkcjonowały początkowo jako wojskowa Szkoła lotnicza nieopodal Montevideo. Pierwszymi używanymi wówczas samolotami, były maszyny francuskiej wytwórni Farman.
W 1935 znacznie rozwinięte siły powietrzne przyjęły miano Aeronáutica Militar, a obecna nazwa formacji pojawiła się i została przyjęła 4 grudnia 1952.
12 sierpnia 2016 roku rozbił się śmigłowiec Bell UH-1H. W wypadku zginęło dwóch pilotów po przewiezieniu do szpitala. 16 sierpnia 2016 roku rozbił się samolot Cessna A-37B, w której to katastrofie zginęło obu pilotów. 
Personel FAU liczy dziś ok. 3500 osób i składa się z trzech brygad lotniczych. Akademia Sił Powietrznych (Escuela Militar de Aeronáutica) znajduje się w Pando.

## Flota

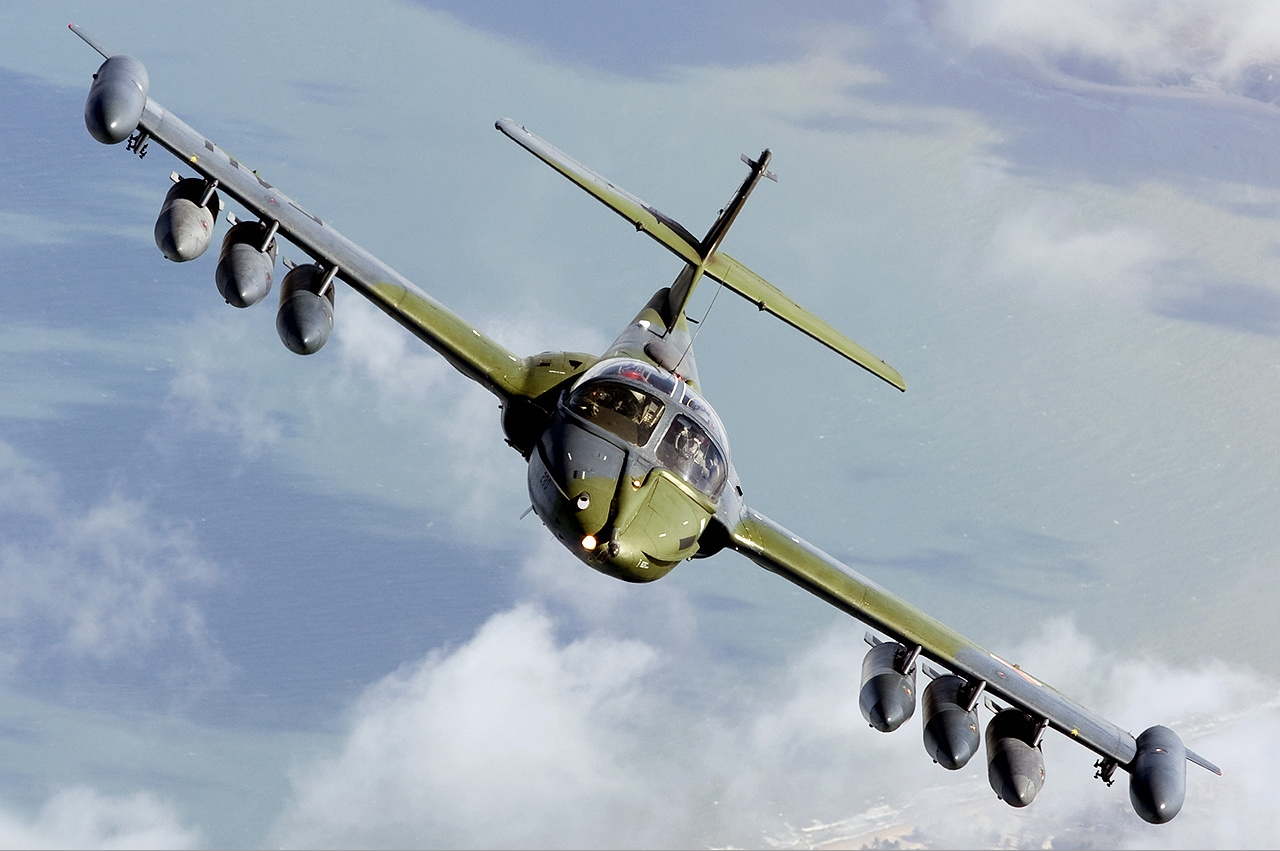
Cessna OA-37B Dragonfly

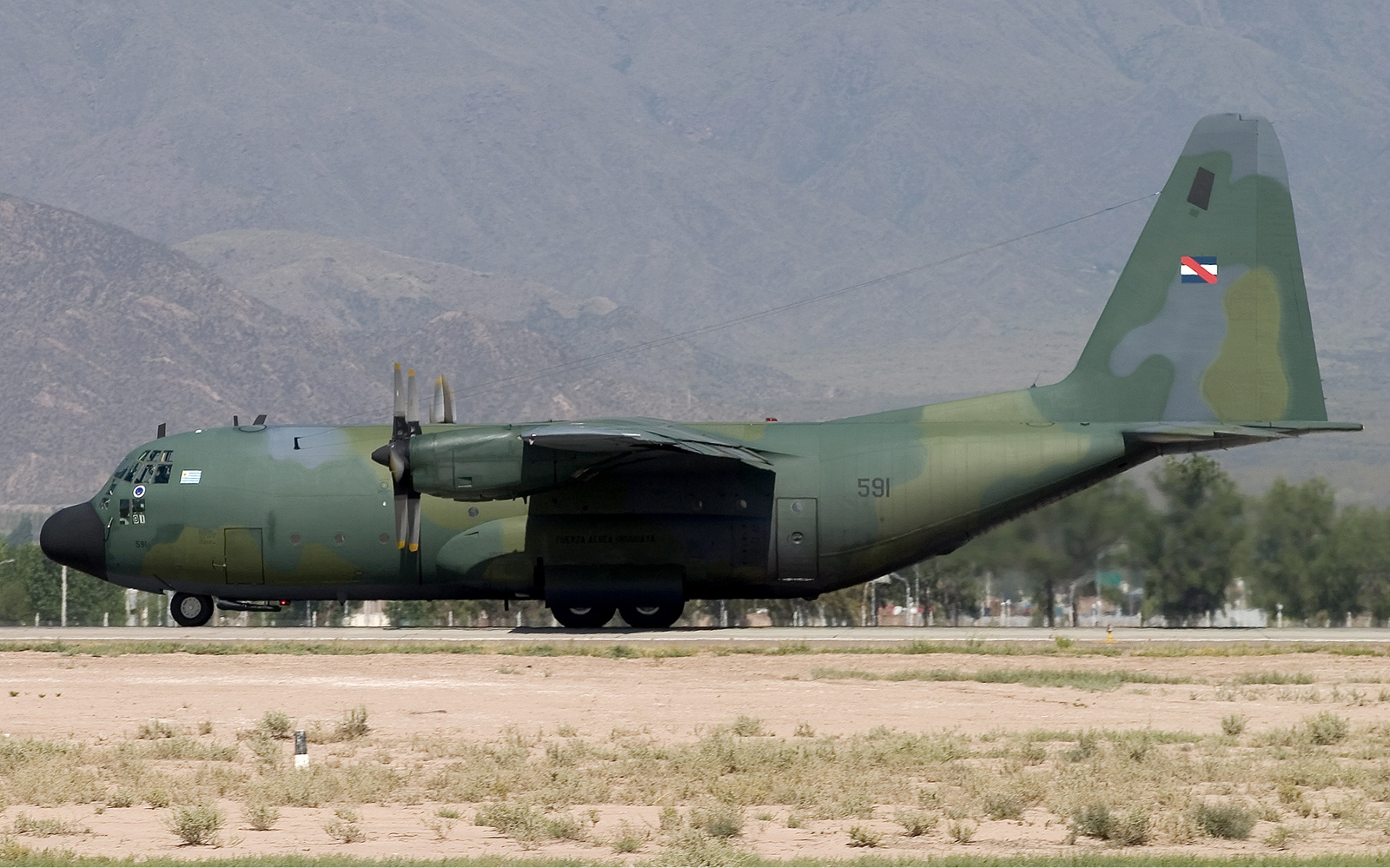
Lockheed C-130B Hercules

### Samoloty bojowe
- FMA IA-58 Pucará
- Cessna A-37B Dragonfly

### Samoloty szkoleniowe
- Aermacchi SF.260
- Beechcraft B58 Baron
- Pilatus PC-7

### Samoloty transportowe
- Lockheed C-130B Hercules
- Embraer EMB 110 Bandeirante
- Embraer EMB 120 Brasilia
- CASA C-212-200 Aviocar
- Cessna 206H Stationair
- Cessna T-41D Mescalero

### Śmigłowce
- Bell UH-1H Iroquois
- Bell 212
- Eurocopter AS365 N2 Dauphin
- Westland Wessex HC.2